# 丈八寺镇
丈八寺镇，是中华人民共和国陕西省咸陽市旬邑县一个已撤销的乡级行政区，2015年，陕西省民政厅批复同意撤销丈八寺镇，将其所辖行政区域划归土桥镇。